# Нимчан
Нимча́н — река в Среднеколымском улусе Якутии, Россия, левый приток Летней (бассейн Колымы). Длина реки — 173 км (от истока ручьёв Алигап — 183 км), площадь водосборного бассейна — 3370 км². 
Берёт начало на Юкагирском плоскогорье, в районе кряжа Чубукулах, недалеко от границы со Среднеканским муниципальным округом Магаданской области, на высоте более 317 м над уровнем моря. Течёт по лиственничной лесотундре преимущественно на север, делая широкие изгибы сначала к западу, затем — к востоку. Местами русло реки заболочено. В среднем и нижнем течении меандрирует. Впадает в Летнюю по левому берегу на отметке 51 м над уровнем моря. Ширина в нижнем течении — 27-37 м при глубине 0,5-0,8 м; скорость течения в низовьях составляет 1 м/с. Населённых пунктов на реке нет.

## Основные притоки
Указаны поименованные притоки длиной 30 км и более
| Название  | Расстояние от устья | Длина | Положение |
| --------- | ------------------- | ----- | --------- |
| Нимигал   | 64                  | 101   | левый     |
| Стрелец   | 68                  | 30    | левый     |
| Дилькучан | 103                 | 58    | правый    |

## Данные водного реестра
По данным государственного водного реестра России и геоинформационной системы водохозяйственного районирования территории РФ, подготовленной Федеральным агентством водных ресурсов:
- Бассейновый округ — Анадыро-Колымский
- Речной бассейн — Колыма
- Речной подбассейн — Колыма до впадения Омолона
- Водохозяйственный участок — Колыма от водомерного поста города Среднеколымск до впадения Омолона
- Код водного объекта — 19010100512119000046164